# Focke-Wulf Fw 200
Ne doit pas être confondu avec Curtiss Condor II.
Le Focke-Wulf Fw 200 Condor est un avion de transport allemand de passagers ou de fret en 1938, converti en avion de patrouille maritime pendant la Seconde Guerre mondiale.

## Histoire & utilisation civile
À la fin des années 1930, de nombreuses compagnies aériennes tentèrent d'établir des lignes commerciales régulières au-dessus de l'Atlantique Nord. L'avion qui fut sur le point de réussir cette tâche fut le Focke-Wulf Fw 200.
Il est conçu au début 1936 sur demande expresse de la compagnie vedette allemande Lufthansa qui, face à la concurrence du DC-3, avait l'intention de remplacer ses trimoteurs Junkers Ju 52 par un appareil plus moderne, aux capacités plus grandes et aux performances supérieures.
Le projet fut conçu par Kurt Tank. Le projet prit la forme d'un quadrimoteur monoplan fin et élégant à ailes basses, entièrement métallique, équipé d'un train escamotable fort ingénieux (il pouvait être abaissé, sans hydraulique, par la seule gravité.), et capable d'opérer sur les lignes transatlantiques.
Cet appareil, qui était capable d'emporter 26 passagers, effectua son premier vol, sous la désignation de Fw 200V-1, en juillet 1937, avec quatre moteurs en étoile Pratt & Whitney Hornet de 875 ch, on compte 3 prototypes. Neuf Fw 200A à moyen rayon d'action (1 250 km), dotés de moteurs en étoile BMW 132G-1, sortirent ensuite des chaînes de montage. La première compagnie à l'utiliser fut la DDL (Det Danske Luftfartselskab) qui en reçut deux dès l'été 1938 et deux autres fournis à la Syndicato Condor (filiale de Lufthansa), au Brésil.
C'est avec un Focke-Wulf Fw 200 V1 Condor que les capitaines Henke et von Moreau vont réaliser plusieurs raids au cours de l'année 1938: un à l'été 1938 de Berlin-Staaken jusqu’à la ville de New York, réalisant la liaison sans escales en 24 heures et 36 minutes de vol et un autre en novembre 1938 de Berlin (aéroport de Templehof) à Tokyo, ville qu'ils parviendront à atteindre au terme de 46 heures et 18 minutes de vol, ayant fait des escales à Bassora, Karachi et Hanoï pour le ravitaillement en carburant,.
La Lufthansa en employa 10 au total dont 1 prototype, 5 Fw 200A et 4 Fw 200B à rayon d'action élargi (1 550 km).
Le Fw 200V-1, transformé en Fw 200S-1, long courrier, relia Berlin à New York, soit 6 550 km, sans escale en août 1938 en 24 h 55 min à l'aller puis 19 h 47 min au retour, à une vitesse moyenne de 264 et 330 km/h respectivement.
Au cours du conflit, la Lufthansa vit ses avions « militarisés » sauf deux. Le dernier vol sous les couleurs de la compagnie fut réalisé le 14 avril 1945 entre Berlin et Barcelone.

## Utilisation militaire
Conçu au départ comme avion civil, le Fw 200 fut modifié pour les besoins de la Luftwaffe dès le début de la Seconde Guerre mondiale, et la première version armée, le Fw 200 C, fut utilisée pour le transport de troupes lors de la campagne de Norvège, tous les exemplaires civils étant très vite aussi réquisitionnés pour une utilisation militaire.

18 exemplaires de transport servirent à ravitailler les troupes de l'Axe encerclées dans Stalingrad.
De 1940 à 1943 les versions se succédèrent, apportant des renforcements de la structure et de l'armement, des moteurs plus performants.
Le FW 200 se trouva particulièrement bien adapté aux missions de reconnaissance en haute mer et comme bombardier naval, où il fut souvent utilisé avec les sous-marins, le Condor repérant les cibles potentielles, les U-Boote les coulant. Il lui arriva souvent aussi d'attaquer directement les navires rencontrés, au point d'être surnommé « le fléau de l'Atlantique » par Churchill : il coula plusieurs dizaines de navires marchands alliés jusqu'en 1943, date où la défense antiaérienne des convois s'améliora, et où furent parfois utilisés sur les cargos des chasseurs largués par de puissantes catapultes, les CAM ships, qui rendirent alors très vulnérable l'agresseur.
Sa production en série continua jusqu'au début de l'année 1944 (modèles C-1, -2, -3, -4, -6 et -8) pour une quantité totale de 263 exemplaires.
Quelques appareils furent réservés pour assurer les déplacements de Hitler et de son état-major. L’appareil « VIP » Fw 200 C-4/U1 (n° de série 0137) CE+IB, était équipé d'un fauteuil spécial muni d’un parachute, installé au-dessus d’une trappe, ce qui aurait pu permettre au Führer d'évacuer l'avion en cas de détresse.
Une version présentant une plus grande envergure et équipée de moteurs en V de plus grande puissance baptisée Fw 300 (en) ne dépassa pas le stade de la planche à dessin.

## Variantes

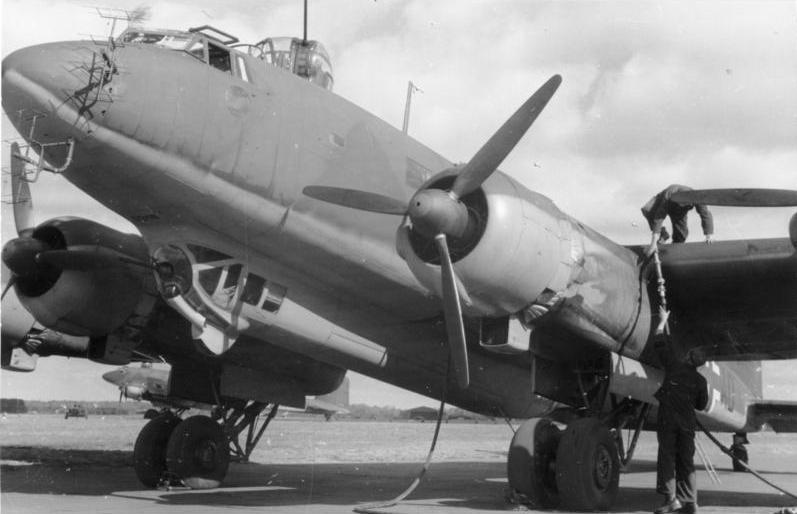
Fw 200 C-4 équipé d'un radar.

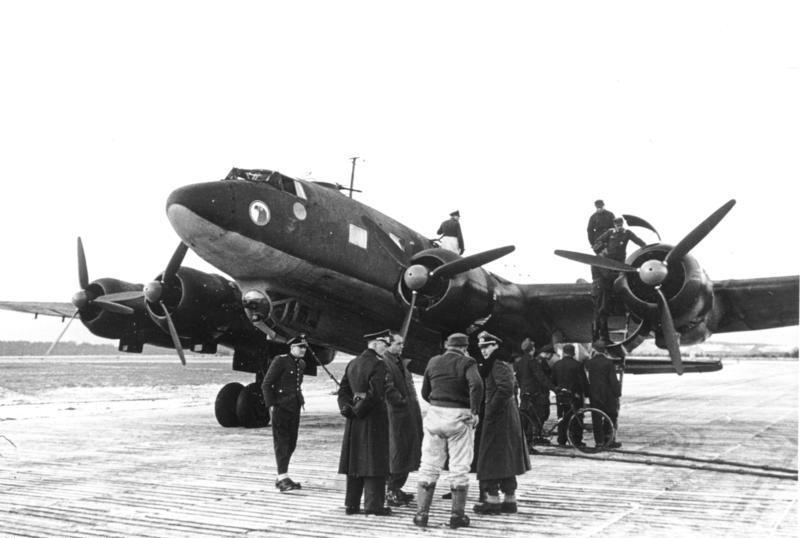
Fw 200 Condor personnel d'Adolf Hitler, arborant l'insigne Die Fliegerstaffel des Fuehrers sur le nez.

Le Fw 200 fut construit en 3 modèles : Fw200A, B, et C. Le modèle A était la version civile destinée à la Lufthansa, à la Det Danske Luftfartselskab (en) au Danemark, et au Syndicato Condor au Brésil. Les modèles Fw 200B et Fw 200C furent utilisés comme bombardier à grand rayon d'action, avion de reconnaissance et avion de transport.
Fw 200 V1
Premier prototype.
Fw 200 V10
Prototype militarisé.
Fw 200 A-0
Présérie de production de 4 prototypes.
Fw 200 B-1
Version de transport équipée de 4 moteurs BMW 132Dc.
Fw 200 B-2
Version de transport équipée de 4 moteurs BMW 132H.
Fw 200 C-0
Présérie de production de 10 appareils, ayant une envergure plus grande. Les 4 premiers furent destinés à servir d'avions de transport désarmés, les 6 suivants reçurent un armement.
Fw 200 C-1
Première version militaire de série, avec des moteurs BMW 132H, une nacelle ventrale plus longue, un meilleur armement défensif et une capacité de transport interne de 4 bombes de 250 kg.
Fw 200 C-2
Similaire à la version C-1, mais avec des nacelles moteurs redessinées pour réduire la traînée et pouvant transporter 250 kg de bombes ou un réservoir additionnel largable de 300 l.
Fw 200 C-3
Structure élargie, équipée de moteurs en étoile Bramo 323 R-2.
Fw 200 C-3/U1
Version recevant un meilleur armement défensif : Tourelle dorsale avec un canon MG 151/15 de 15 mm, et remplacement du canon MG FF de 20 mm par un canon MG 151/20 de 20 mm.
Fw 200 C-3/U2
Équipé de la tourelle dorsale originale, mais les canons MG 151/20 de 20 mm sont remplacés par des mitrailleuses MG 131 de 13 mm, permettant de libérer de l'espace pour installer le viseur de bombardement Lotfe 7D.
Fw 200 C-3/U3
Équipé de 2 mitrailleuses MG 131 de 13 mm supplémentaires.
Fw 200 C-3/U4
Remplacement de la mitrailleuse MG 15 de 7,92 mm par une mitrailleuse MG 131 de 13 mm et embarquant un mitrailleur supplémentaire.
Fw 200 C-4
Similaire à la version C-3, mais équipée avec le radar de recherche FuG Rostock. Les appareils suivants recevront le radar FuG200 Hohentwiel.
Fw 200 C-4/U1 (Werk-Nr 137)
Version de transport rapide, un seul exemplaire construit. Utilisé pour le transport personnel d'Heinrich Himmler, d'Adolf Hitler et de Karl Dönitz.
Fw 200 C-4/U2 (Werk-Nr 138)
Version de transport rapide, permettant l'emport de 14 passagers, un seul exemplaire construit.
Fw 200 C-6
Plusieurs Fw 200 seront modifiés pour permettre l'emport du missile Henschel Hs 293 et furent redésignés C-6.
Fw 200 C-8
Équipé du matériel de contrôle de missile à distance FuG 203b Kehl III et de missiles Henschel Hs 293.
Fw 200 S-1
Désignation spéciale du Fw 200 V1 qui effectua un vol entre Berlin et Tokyo.

## Utilisateurs

### Opérateurs civils
Brésil
- Cruzeiro do Sul

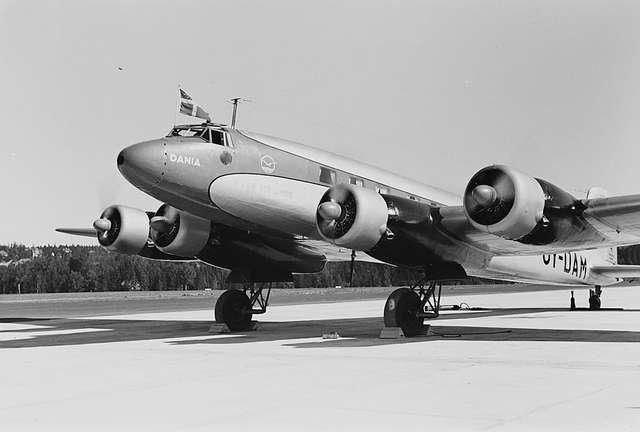
Focke-Wulf Fw 200, Det Danske Luftfartselskab

- Syndicato Condor - Serviços Aéreos Condor

 Danemark
- Det Danske Luftfartselskab (en)

 Allemagne
- Lufthansa

 Royaume-Uni
- BOAC

### Opérateurs militaires
- Luftwaffe

 Union soviétique
- Voenno-Vozdushnye Sily (Après guerre - Capturé)

- Ejército del aire (Livré)

 Royaume-Uni
- Royal Air Force (Testé)

## Survivant[6]
Pendant la campagne de Norvège, un appareil en version militaire (C3) piloté par le capitaine Werner Thieme connut des problèmes de volets hypersustentateurs (un seul côté sorti) pendant l'approche le 22 février 1942 près de Trondheim et l'avion dut se poser en catastrophe dans le fjord. Les six membres d'équipage survécurent mais l'appareil est resté par 60 m de fond jusqu'en 1999, année de sa découverte et de son « sauvetage ».
La carcasse abîmée, dont 20 % seulement est réutilisable, appartient au musée des techniques aéronautiques de Berlin (DTMB). L'usine Airbus de Brême (anciennement Focke-Wulf) remet en état la cellule à l'aide de techniciens bénévoles retraités (certains âgés de quelque 80 ans) anciens de Focke-Wulf. Le train d'atterrissage et l'empennage sont remis en état chez Lufthansa-Technik à Hambourg. Un moteur BMW Bramo 323 R-2 - est reconstitué pièce après pièce dans l'usine Rolls-Royce (anciennement MTU) de Oberursel (près de Francfort-sur-le-Main) mais il ne provient pas de cet appareil : les quatre moteurs étaient en trop mauvais état de conservation.
L'appareil terminé — bien que précédemment appartenant à la Wehrmacht — sera ensuite exposé au musée en version civile, sans camouflage ni immatriculation militaire. L'ancien pilote, Thieme, âgé de 92 ans (en 2007), n'assistera cependant vraisemblablement pas à la fin des travaux, prévue vers 2025.

## Dans la culture populaire

### Cinéma
- 1948 : Les Géants du ciel

### Jeux vidéo
- War Thunder
- Call of Duty: World at War
- Call of Duty 2